# Roger Henrichsen
Roger Henrichsen, född 12 februari 1876 i Köpenhamn, död där 12 januari 1926, var en dansk tonsättare. Han var bror till Edgar Henrichsen och far till Børge Roger-Henrichsen.
Henrichsen var i pianospel lärjunge till Louis Glass och i musikteori till Alfred Tofft samt till Theodor Leschetizky i Wien (1902–04). Han blev också student 1894 och candidatus juris 1901, men använde aldrig denna utbildning. På det Anckerska legatet reste han 1911 till Tyskland, Frankrike och Storbritannien. Han var musikkritiker vid "Dannebrog" (1905–08) och vid "Riget" (1912). Han var musikpedagog vid och från 1914 tillika medlem av styrelsen för C.F.E. Hornemans musikkonservatorium. Han var dirigent för Studenter-Sangforeningen 1917–25. 
Henrichsens kompositioner omfattar pianostycken och sånger, romans för violin, en stråkkvartett, opus 4, Sankt Hans, hymn för solo, kör och orkester, opus 9, sonat för piano, f-moll, opus 10, och symfoni för orkester, h-moll, opus 12. Han utgav Den musikalske Ornamentik, med særligt Henblik til Klaverspillet (1916).

## Utmärkelser
- Riddare av Dannebrogorden,  1921[3]

[Redigera Wikidata]